# George Hoellering
George Hoellering (ou Georg Michael Höllering) est un producteur, scénariste et réalisateur britannique, d'origine autrichienne, né le 20 juillet 1897 à Baden, près de Vienne (Autriche), et mort à Londres (Grande-Bretagne), le 10 février 1980.

## Biographie
- Coproducteur de Ventres glacés (Kühle Wampe) de Slatan Dudow en 1932, George Hoellering s'assure les services de l'opérateur László Schaeffer pour adapter à l'écran une nouvelle de Zsigmond Móricz sous le titre de Hortobágy (1936), estimé, pour son lyrisme et son authenticité, comme un témoignage important sur la Hongrie et une œuvre importante du cinéma mondial des années trente. Outre ce film, Hoellering n'aura dirigé qu'une adaptation de la pièce de Thomas Stearns Eliot Murder in the Cathedral (1952), tournée en Angleterre.

## Filmographie
- 1936 : Hortobágy
- 1952 : Meurtre dans la cathédrale (en) (Murder in the Cathedral)